# Lamine Yamal
Pour les articles homonymes, voir Lamine, Yamal et Nasraoui.
Nasraoui  Ebana est un nom espagnol. Le premier nom de famille, en général paternel, est Nasraoui ; le second, en général maternel, souvent omis, est Ebana.
Lamine Yamal Nasraoui Ebana, couramment appelé Lamine Yamal, né le 13 juillet 2007 à Esplugues de Llobregat en Espagne, est un footballeur international espagnol qui évolue au poste d'ailier droit au FC Barcelone. 
À quinze ans, il devient le plus jeune à jouer avec l'Espagne des moins de 19 ans. Le 8 septembre 2023, à l'âge de 16 ans et 57 jours, il devient le plus jeune joueur de l'histoire à jouer avec l'équipe d'Espagne lors du match face à la Géorgie qualificatif pour l'Euro 2024 au cours duquel il marque un but.
Il fait ses débuts professionnels en championnat le 29 avril 2023 et devient le 8 octobre de la même année, à 16 ans et 87 jours, le plus jeune buteur de l'histoire de La Liga.
Le 15 juin, lors du match Espagne-Croatie de l’Euro 2024, à l’âge de 16 ans et 338 jours, il devient le plus jeune joueur de l’histoire de l’Euro. Le 9 juillet, lors de la demi-finale Espagne-France, à l'âge de 16 ans et 361 jours, il devient le plus jeune buteur de l'histoire de l'Euro, effaçant ainsi un record vieux de vingt ans, celui du Suisse Johan Vonlanthen.
Toujours lors de l’Euro 2024, il devient le plus jeune joueur à arriver en finale d'un championnat majeur (Euro ou Coupe du monde), et est donc de ce fait le plus jeune gagnant de ce tournoi. Il est également désigné meilleur jeune joueur de la compétition après la victoire 2-1 de la Roja en finale face à l'Angleterre.
Le 28 octobre 2024, il est sacré meilleur espoir mondial de la saison 2023-2024 (trophée Kopa).

## Biographie

### Naissance et formation en Espagne (2007-2015)
Lamine Yamal Nasraoui Ebana naît le 13 juillet 2007 à Esplugues de Llobregat en Espagne, fils de Mounir Nasraoui et Sheila Ebana.
Son père, Mounir Nasraoui, né en 1986, est un Marocain originaire de Larache, quitte jeune sa ville natale pour poursuivre ses études à l'université de Salamanque en Espagne puis les délaisse pour exercer le métier de peintre en bâtiment et se marier avec Sheila Ebana, une Équatoguinéenne originaire de Bata, qui travaille au McDonald's. Ensemble, ils s'installent à Granollers dans la province de Barcelone, avant de donner naissance à Lamine Yamal et sa petite sœur. Ils s'installent ensuite à Rocafonda, à Mataró.
Son père, un amateur de football, inscrit Lamine Yamal, âgé seulement de trois ans, au CF La Torreta, un club amateur situé à quelques kilomètres du domicile familial, où il jouera quatre ans. Le directeur du club, Inocente Diez Lázaro, remarque rapidement qu'un énorme talent joue dans son club. Il déclare : « À 5 ans, il avait déjà une très bonne conduite de balle, il était rapide. Lamine était génial. Il était obsédé par le ballon. Et il avait de très bonnes prédispositions. Il prenait le ballon et en deux temps trois mouvements, il arrivait au but et marquait. Ensuite, il recommençait. ».
En 2012, alors qu'il est âgé de cinq ans ses parents se séparent et Lamine Yamal, avec sa mère et sa sœur, déménagent dans le quartier de Rocafonda à Mataró. Il rejoint alors le CF Rocafonda pendant quelques mois puis le centre de formation du FC Barcelone, La Masia, à l'âge de sept ans, où il suit sa scolarité secondaire.

### FC Barcelone (depuis 2011)

#### Formation au FC Barcelone (depuis 2015)
Lors de la saison 2021-2022, il participe pour la première fois à l'UEFA Youth League sous la houlette de l'entraîneur Óscar López Hernández.
Lors de la saison 2022-2023, il commence à s'entraîner avec l'équipe première du FC Barcelone entraînée par Xavi à l'âge précoce de 15 ans. Le journaliste Jaume Marcet déclare à propos de Lamine Yamal : « Je ne trouve pas de précédent au Barça pour un si jeune joueur s'entraînant aussi souvent avec l'équipe première. ».
Le 12 mars 2023, Jorge Mendes, succédant à Iván de la Peña, devient officiellement son nouvel agent. L'agent aurait payé une somme de 3 millions d'euros au père de Lamine Yamal pour devenir son agent.

#### 2022-2023: Début professionnel historique
Le 29 avril 2023, il fait ses débuts professionnels avec le FC Barcelone en entrant en jeu à la 83e minute en remplaçant Gavi face au Real Betis Balompié en championnat, devenant ainsi le plus jeune joueur de l'histoire du club à faire ses débuts professionnels en championnat à l'âge de 15 ans, 9 mois et 16 jours (victoire, 4-0),,,,,. Son entraîneur Xavi a réagi après le match en déclarant : « Il a été très bien. Je lui ai dit de tenter des choses, et il l'a fait. À 15 ans, c'est déjà un joueur spécial, il sait marquer, faire des passes, il a montré du caractère... Et quand tu le vois aux entraînements, tu te rends compte qu'il peut être important. ». Il poursuit en conférence d'après match : « C'est un joueur similaire à Lionel Messi ou Ansu Fati. Il a ce talent inné dans le dernier quart du terrain. On ne dirait pas qu'il a quinze ans, il est plus mûr que son âge. Il n'a joué que dix minutes, mais il a été bon. Il peut marquer cette équipe de son empreinte. »,.
Le 14 mai 2023, l'équipe première du FC Barcelone est sacrée championne d'Espagne après une victoire de 2-4 face au RCD Espanyol,. Il s'agit du premier trophée remporté par Lamine Yamal.

#### 2023-2024: Intégration avec l'équipe première
En juillet 2023, Lamine Yamal retourne dans le centre d'entraînement du FC Barcelone et figure sur la liste de Xavi pour une tournée de matchs amicaux de pré-saison aux États-Unis. Entré en jeu à la 79e minute en remplaçant Fermín López contre Arsenal FC (défaite 5-3), il reste sur le banc pendant 90 minutes lors d'un Clásico amical contre le Real Madrid CF (victoire 3-0). Il entre à nouveau en jeu le 2 août en amical contre l'AC Milan en remplaçant Raphinha à la 67e minute (victoire 0-1). Le 8 août, il dispute la finale du Trophée Joan Gamper contre Tottenham Hotspur, match dans lequel il exécute une passe décisive pour le deuxième but inscrit par Ferran Torres (victoire 4-2).
Le 20 août, il est titularisé pour la première fois en match officiel lors de la 2e journée de Liga face à Cadix CF, à 16 ans et 38 jours il devient ainsi le plus jeune joueur de l'histoire du Barça à figurer dans un onze initial en championnat. Le 27 août, contre Villarreal CF, il délivre sa première passe décisive sur le premier but inscrit par Gavi. Il devient le plus jeune passeur décisif de l'histoire du FC Barcelone,. À sa sortie à la 76e minute (remplacé par Ansu Fati), il est ovationné par le public adverse à l'extérieur grâce à une remarquable prestation, remportant le prix d'homme du match (victoire, 3-4),. En octobre, le FC Barcelone annonce la prolongation de son contrat jusqu'en juin 2026 avec une clause libératoire d'un milliard d'euros. Le 8 octobre 2023, en marquant face à Grenade, il devient le plus jeune buteur de l'histoire de la Liga, à 16 ans et 87 jours.
Le 11 février 2024, à nouveau contre Grenade, il devient le plus jeune joueur de l'histoire de la Liga à inscrire un doublé.
Le 10 avril 2024, en quart de finale de la Ligue des champions, le FC Barcelone s'impose 3-2 contre le PSG au Parc des Princes. Lors du match retour, Lamine Yamal délivre une passe décisive pour Raphinha, mais dû à un changement tactique il sera contraint de sortir à la 34e minute, à cause du carton rouge reçu par Ronald Araújo suite à un tacle dangereux. Le Paris Saint-Germain se qualifiera finalement pour le tour suivant après sa victoire 4-1 sur la pelouse du FC Barcelone (6-4 en cumulé).

#### 2024-2025: saison de la confirmation
Pour la saison 2024-2025, Lamine Yamal porte le maillot frappé du numéro 10, le même que Lionel Messi entre 2006 et 2008. Le 26 octobre 2024, Lamine Yamal devient à l'âge de 17 ans et 105 jours le plus jeune joueur de l'histoire à marquer lors d'un Clásico (victoire 4 à 0 sur la pelouse du Santiago Bernabéu).
Le 12 janvier 2025, le FC Barcelone bat le Real Madrid sur le score de 5-2 et Lamine Yamal signe une performance remarquable avec un but et 5 dribbles réussis ; il remporte ainsi sa première Supercoupe d'Espagne.
Le 2 février 2025 lors d'un match contre Alavés, il bat l'ancien record de Lionel Messi de 2007 avec 21 dribbles tentés et 11 réussis.
Lamine Yamal remporte sa première Coupe du Roi le 26 avril 2025 au terme d'une finale épique et polémique contre le Real Madrid (3-2) ; il délivre 2 passes décisives dans ce match.
Lors de la double confrontation en demi-finale de Ligue des Champions contre l'Inter Milan, les 30 avril et 6 mai 2025, ses 2 prestations impressionnent. Vite mené 0-2, le Barça revient dans le match grâce à un superbe but inscrit par Yamal. Il réussit 20 dribbles sur la double confrontation mais au final l'Inter se qualifie avec un score cumulé de 7-6 arraché en prolongations au match retour.
Le 15 mai 2025, Lamine Yamal inscrit un but et délivre une passe décisive pour Fermín López. Le FC Barcelone valide ce soir-là son titre de Liga 2024-2025, le deuxième pour Lamine Yamal.

### En sélection nationale
Possédant la nationalité espagnole de naissance, Lamine Yamal est d'ascendance marocaine par son père et d'ascendance équato-guinéenne par sa mère. Il a choisi de représenter en sélection son pays de naissance.

#### Jeunes d'Espagne
Le 21 septembre 2021, sous la houlette du sélectionneur David Gordo dans le cadre d'un rassemblement pour des matchs amicaux, il reçoit sa première sélection avec l'équipe d'Espagne -16 ans (U16) contre la Russie U16 (défaite 0-2). Deux jours plus tard, il est titularisé lors d'un deuxième match face au même adversaire et inscrit son premier but à la 11e minute grâce à un tir du pied gauche sur une passe décisive de Daniel Muñoz (victoire, 3-0). Dans la trêve internationale qui suit, en novembre, il dispute deux autres matchs amicaux : face à l'Irlande U16 (victoire 3-0) et la Norvège U16 (défaite 0-2).
En février 2022, toujours sous la houlette du même sélectionneur mais avec la catégorie des U15 de l'Espagne, il dispute trois doubles confrontations face à la Russie U15, l'Italie U15 et la Suisse U15. Au total, il inscrit trois buts et délivre deux passes décisives.

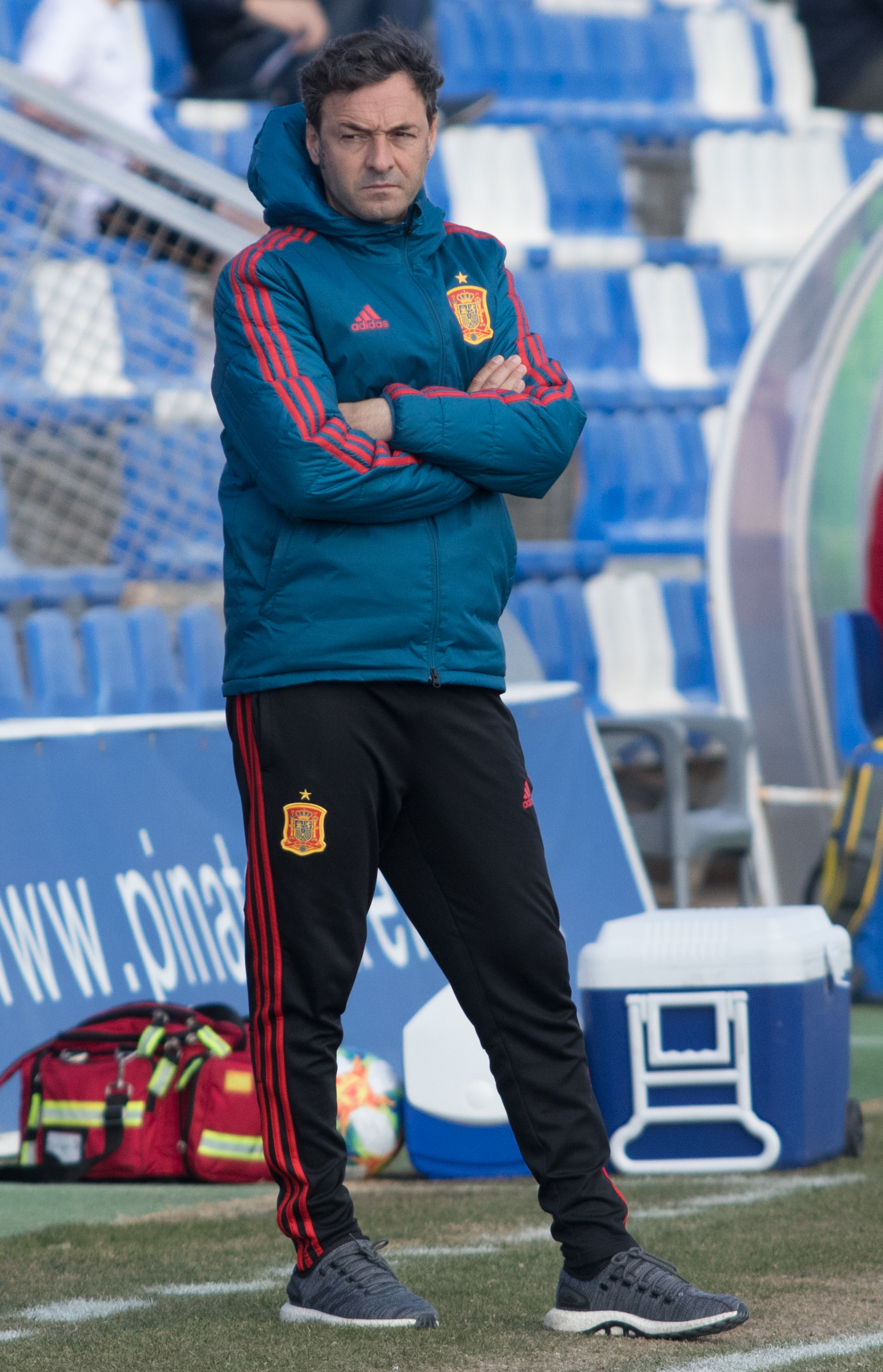
Santiago Denia (sélectionneur des U19) convoque Lamine Yamal à l'âge de 15 ans.

En octobre 2022, suite à ses bonnes prestations avec les jeunes, Lamine Yamal est promu en équipe d'Espagne -17 ans à l'âge de 15 ans. Il hérite ainsi du numéro 10 sous la houlette du sélectionneur Julen Guerrero. Mis sur le banc lors du premier match face aux Pays-Bas -17 ans, il fait ses débuts le 16 octobre 2022 face à la Hongrie -17 ans et inscrit par la même occasion son premier but grâce à un penalty réussi en fin de match (victoire 0-2). Trois jours plus tard, il donne une passe décisive à Jorge Rajado face au Portugal -17 ans (victoire 1-0). Son sélectionneur prête son joueur au sélectionneur Santiago Denia pour un match amical de l'Espagne -19 ans le 25 octobre 2022 face à l'Allemagne -19 ans (victoire 0-1) ; il devient ainsi le plus jeune joueur de l'histoire à jouer pour les U19 (15 ans), avant de retourner avec l'Espagne U17.
En février 2023, il est sélectionné pour prendre part au Tournoi international d'Algarve. Prenant part à la totalité des matchs, il inscrit un doublé lors du premier match face aux Pays-Bas U17 (victoire 3-0) et un but lors du troisième match face au Portugal U17 (victoire, 0-1),. Lamine Yamal remporte ainsi son premier titre international en terminant le tournoi en tant que meilleur buteur (3 buts),.
Lamine Yamal est sélectionné le 4 mai 2023 avec l'Espagne U17 pour prendre part à l'Euro U17 en Hongrie à partir du 16 mai 2023,. Buteur contre la Slovénie, la Serbie, la république d'Irlande et la France, il atteint les demi-finales où son équipe est éliminée par les Bleuets (défaite 1-3),,,. Lamine Yamal termine ainsi la compétition en tant que meilleur buteur (4 buts, égalité avec Paris Brunner) et figure dans l'équipe-type de la compétition.

#### Entre l'Espagne et le Maroc
Le 23 septembre 2022, à l'occasion d'un match amical de l'équipe du Maroc contre le Chili à Barcelone, Lamine Yamal est présent au Stade Cornellà-El Prat avec Mounir Nasraoui (son père) et se présente après le match dans les coulisses en étant photographié avec Fouzi Lekjaa, président de la fédération marocaine (FRMF), qui laisse présager une approche avec les Lions de l'Atlas.
Le 7 décembre 2022, soit un jour après la victoire du Maroc contre l'Espagne en Coupe du monde 2022, une vidéo apparaît sur les réseaux sociaux où Lamine Yamal charrie ses coéquipiers Espagnols du FC Barcelone, vêtu d'un maillot du Maroc, remettant ainsi en doute sa priorité sur son choix international entre les deux nations.
Le 29 avril 2023, le journaliste Joan Fontes révèle via ses réseaux sociaux que Lamine Yamal aurait eu des problèmes disciplinaires avec l'Espagne U17, l'éloignant ainsi de la Fédération royale espagnole de football et le motivant à rejoindre l'équipe du Maroc. La fédération marocaine est également intéressée par le profil. Malgré cela, son ascension au FC Barcelone ne passe pas inaperçue et le club revient rapidement à la charge pour s'assurer le binational. Le 23 août 2023, après ses premières titularisations avec l'équipe première du FC Barcelone, Lamine Yamal reçoit une visite exclusive des responsables de la structure des équipes nationales espagnoles Francis Hernández et Vicente Blanco. La presse espagnole révèle qu'une annonce aurait été faite à Lamine Yamal, concernant sa présence sur la liste définitive de Luis de la Fuente (sélectionneur de l'Espagne) et ce, quelques jours après une rencontre entre Lamine Yamal et Walid Regragui (sélectionneur du Maroc) dans un restaurant à Barcelone,,.
Lors d'une conférence de presse tenue par le sélectionneur Walid Regragui le 31 août 2023 à Rabat pour l'annonce de sa liste des joueurs convoqués, il déclare à propos du cas Lamine Yamal : « Il a une décision à prendre et ce n'est pas une décision facile. Que ce soit moi, la fédération ou son président, nous avons tous travaillé pour que Lamine nous rejoigne, mais ça reste un choix personnel. Quand je suis arrivé, le cas Lamine Yamal était déjà une priorité pour nous. »,. Révélant également que le dossier Lamine Yamal est étudié depuis qu'il est âgé de dix ans, il poursuit : « Aujourd'hui, on n'est pas dans la capacité de dire que Lamine Yamal peut nous rejoindre. Je l'ai rencontré et on a eu une bonne discussion. On a exposé notre projet. Mais après, la décision lui revient. »,,.
Le 1er septembre 2023, Lamine Yamal figure finalement sur la liste des 24 joueurs sélectionnés par Luis de la Fuente en équipe première espagnole et devient ainsi le plus jeune joueur de l'histoire à figurer sur cette liste,,,. Son entrée en jeu en match officiel pour l'Espagne confirme définitivement sa nationalité sportive.

#### Les débuts avec laRoja
Le 8 septembre 2023, il fait ses débuts avec l'équipe première espagnole face à la Géorgie en remplaçant Dani Olmo à la 44e minute (qualifications pour l'Euro 2024). Il inscrit dans la foulée son premier but en professionnel à la 74e minute, alourdissant le score à 7-1 (score final). Ce but lui permettra de devenir le plus jeune buteur de l'histoire de la sélection espagnole à 16 ans et 57 jours. Il détrônera ainsi son coéquipier en club Gavi, dont le record était à 17 ans et 62 jours.
Lors de la trêve internationale d'octobre 2023, Lamine Yamal déclare forfait à la suite d'une blessure. Son absence provoque de nouveau une polémique au sein de la presse espagnole et notamment celle du journal Marca, qui révèle qu'une somme d'argent de la Fédération royale marocaine de football (FRMF) aurait été proposée aux services de Lamine Yamal pour que le jeune buteur change d'avis et joue pour le Maroc. Cette information est démentie via un communiqué de la FRMF, avançant « avoir respecté les choix du joueur Lamine Yamal comme il est de coutume avec les internationaux d’origine marocaine ayant choisi de porter les couleurs d’autres sélections nationales en dépit des efforts consentis par les intervenants dans ce processus de prospection et détection des jeunes talents. »,.
En mai 2024, il figure dans une liste élargie de 29 joueurs appelés par Luis de la Fuente pour l'Euro 2024 puis il fait partie de la liste définitive de 26 joueurs publiée le 7 juin,.
Le 9 juillet 2024, lors de la demi-finale France-Espagne, alors que son équipe est menée 1-0, il égalise d'une frappe enroulée en pleine lucarne de Mike Maignan et marque son premier but dans un Euro.
Le 14 juillet 2024, il devient le plus jeune joueur de l'histoire à gagner l'Euro à l'âge de 17 ans et 1 jour. Au cours de la compétition, Yamal marque un but et délivre quatre passes décisives, dont une en finale, soulignant son statut de joueur-clé dans le sacre de la Roja. Il s'agit de son premier trophée en sélection nationale avec l'équipe première.

## Style de jeu
Le style de jeu de Lamine Yamal est unique et se caractérise par une maîtrise technique exceptionnelle, notamment dans le dribble, une grande vitesse, une créativité sur le terrain, et une précision dans ses tirs. Lamine Yamal est un joueur polyvalent qui peut jouer à n'importe quel poste offensif, bien qu'il soit le plus souvent ailier droit.
L'une des qualités notables de Lamine Yamal est sa technique de dribble. Il est capable de changer de direction et d'accélération avec vélocité, ce qui le rend difficile à arrêter pour ses adversaires. Sa petite taille et sa faible stature lui permettent de se faufiler entre les défenseurs, évitant les tacles et créant des espaces pour ses coéquipiers. Son dribble est fluide et créatif. Il peut enchaîner des dribbles dans un espace restreint, ce qui lui permet de déstabiliser la défense adverse.
En plus de sa technique de dribble, Yamal possède une vision de jeu remarquable. Il est capable d'élaborer des passes que les autres ne conçoivent pas, et de les exécuter avec précision. Il est habile, afin de trouver des espaces entre les défenseurs adverses, et pour distribuer le ballon à ses coéquipiers, créant ainsi des occasions de but. Son jeu de passes est souvent décisif, car il trouve des solutions, même dans des situations difficiles.
Sa vitesse est également un atout majeur. Yamal peut atteindre rapidement sa vitesse maximale et la maintenir, combinant cette rapidité avec sa technique pour devenir une menace constante pour les défenses adverses. Mentalement fort, il sait garder son calme et prendre les bonnes décisions sous pression.
En tant que finisseur, Lamine Yamal est efficace et précis, capable de placer le ballon dans des zones difficiles pour le gardien adverse, en combinant puissance et précision. Il est également capable de marquer des buts spectaculaires, que ce soit après avoir dribblé plusieurs adversaires ou par des frappes lointaines.
Portant régulièrement des chaussures au chiffre « 304 » faisant référence au code postal de son quartier Rocafonda, à Mataró, dans lequel il a grandi, il rend également hommage à ses racines marocaines et équato-guinéennes, en affichant les drapeaux de ces pays sur ses chaussures lors de ses débuts avec le FC Barcelone.

## Statistiques

### En club
| Saison                | Club                  | Championnat           | Championnat | Championnat | Championnat | Coupe(s) nationale(s) | Coupe(s) nationale(s) | Coupe(s) nationale(s) | Supercoupe | Supercoupe | Supercoupe | Compétition(s) continentale(s) | Compétition(s) continentale(s) | Compétition(s) continentale(s) | Compétition(s) continentale(s) | Total | Total | Total |
| Saison                | Club                  | Division              | M.          | B.          | P.d.        | M.                    | B.                    | P.d.                  | M.         | B.         | P.d.       | Comp.                          | M.                             | B.                             | P.d.                           | M.    | B.    | P.d.  |
| 2022-2023             | FC Barcelona Atlètic  | Primera Federación    | 3           | 0           | 0           | -                     | -                     | -                     | -          | -          | -          | -                              | -                              | -                              | -                              | 3     | 0     | 0     |
| 2022-2023             | FC Barcelone          | Liga                  | 1           | 0           | 0           | -                     | -                     | -                     | -          | -          | -          | -                              | -                              | -                              | -                              | 1     | 0     | 0     |
| 2023-2024             | FC Barcelone          | Liga                  | 37          | 5           | 5           | 1                     | 1                     | 0                     | 2          | 1          | 0          | C1                             | 10                             | 0                              | 2                              | 50    | 7     | 7     |
| 2024-2025             | FC Barcelone          | Liga                  | 35          | 9           | 13          | 5                     | 2                     | 5                     | 2          | 2          | 0          | C1                             | 13                             | 5                              | 3                              | 55    | 18    | 21    |
| Sous-total            | Sous-total            | Sous-total            | 74          | 15          | 19          | 6                     | 3                     | 5                     | 4          | 3          | 0          | -                              | 23                             | 5                              | 5                              | 107   | 26    | 29    |
| Total sur la carrière | Total sur la carrière | Total sur la carrière | 76          | 14          | 18          | 6                     | 3                     | 5                     | 4          | 3          | 0          | -                              | 23                             | 5                              | 5                              | 109   | 25    | 28    |

### En sélection nationale
| Saison                | Sélection             | Phases finales              | Phases finales | Phases finales | Phases finales | Éliminatoires | Éliminatoires | Éliminatoires | Ligue des nations | Ligue des nations | Ligue des nations | Matchs amicaux | Matchs amicaux | Matchs amicaux | Total | Total | Total |
| Saison                | Sélection             | Compétition                 | M              | B              | Pd             | M             | B             | Pd            | M                 | B                 | Pd                | M              | B              | Pd             | M     | B     | Pd    |
| --------------------- | --------------------- | --------------------------- | -------------- | -------------- | -------------- | ------------- | ------------- | ------------- | ----------------- | ----------------- | ----------------- | -------------- | -------------- | -------------- | ----- | ----- | ----- |
| 2023-2024             | Espagne               | Euro 2024                   | 7              | 1              | 4              | 4             | 2             | 0             | -                 | -                 | -                 | 3              | 0              | 3              | 14    | 3     | 7     |
| 2024-2025             | Espagne               | Ligue des nations 2024-2025 | 2              | 2              | 0              | -             | -             | -             | 5                 | 1                 | 1                 | -              | -              | -              | 7     | 3     | 1     |
| Total sur la carrière | Total sur la carrière | Total sur la carrière       | 9              | 3              | 4              | 4             | 2             | 0             | 5                 | 1                 | 1                 | 3              | 0              | 3              | 21    | 6     | 8     |

## Palmarès
| FC Barcelone (4) | Équipe d'Espagne (1)                                                         |
| --- | ---------------------------------------------------------------------------- |
| - Liga (2) : - Champion en 2023 et 2025. - Vice-champion en 2024. - Coupe du Roi (1) : - Vainqueur en 2025 - Supercoupe d'Espagne (1) : - Vainqueur en 2025. | - Ligue des nations : - Finaliste en 2025. - Euro (1) : - Vainqueur en 2024. |